# Donax denticulatus

Rechter klep
Linker klep

Donax denticulatus is een tweekleppigensoort uit de familie Donacidae. De wetenschappelijke naam werd gepubliceerd in 1758 door Carl Linnaeus in de tiende editie van Systema naturae.
Rechter en linker klep van hetzelfde exemplaar:
Wit

Rechter klep
Linker klep

Gekleurd

Rechter klep
Linker klep

var. violaceus
- Rechter klep
- Linker klep